# Вы продоёте рыбов

Оригинальный интернет-мем с восемью кошками и вымышленным диалогом

«Вы продоёте рыбов» ― «нет просто показываю» ― «красивое…» ― интернет-мем с фотографией, на которой изображены восемь кошек, сидящих напротив уличного продавца рыбы, и вымышленный диалог между ними. Фотография с кошками и продавцом появилась в Сети в 2014 году, но интернет-мемом стала только в июле 2021 года, когда она была опубликована в сообществе в социальной сети «ВКонтакте», после чего её популяризовали пользователи социальной сети Twitter.

## Описание
На фотографии, ставшей интернет-мемом, изображены восемь кошек, сидящих напротив уличного продавца рыбы. На изображение добавлен воображаемый диалог между кошками и продавцом: «вы продоёте рыбов?» ― «нет просто показываю» ― «красивое». Скорее всего, орфография и пунктуация в диалоге намеренно искажены. При этом в вымышленном диалоге изначально упоминались лобстеры: «здравствуйте а вы продоёте лобстеров» ― «нет только рыбов». Возможно, шутка отсылала на шрифт Lobster.

## История
Фотография с кошками и продавцом появилась в Интернете в 2014 году, но интернет-мемом стала только 14 июля 2021 года, когда в сообществе «мемы про котов (по ржать)» в социальной сети «ВКонтакте» была опубликована версия изображения с добавленным на него диалогом. После этого интернет-мем начали распространять пользователи социальной сети Twitter, выкладывая фотографии своих домашних питомцев с добавленными диалогами и намеренно искажая слова в стиле «рыбов» (например: «Вы продоёте ежевиков?») либо жалуясь на отсутствие чего-либо (например: «Вы выдаёте зарплатов?»). 21 июля того же года создатели интернет-мема опубликовали его вариацию, где кошки отвечали «некрасивое», однако она не стала такой же популярной, как оригинальное изображение. Журналист «Российской газеты» в своей статье также отмечает, что интернет-мем стал способом рассказать о несоответствии ожиданий или о планах, которые не могут быть осуществлены.